# Bythinella lunzensis
Bythinella lunzensis е вид охлюв от семейство Hydrobiidae. Видът е критично застрашен от изчезване.

## Разпространение
Разпространен е в Австрия.